# Holocneminus piritarsis
Holocneminus piritarsis là một loài nhện trong họ Pholcidae.